# قطعنامه ۸۱۵ شورای امنیت
قطعنامه ۸۱۵ شورای امنیت سازمان ملل متحد که در تاریخ ۳۰ مارس ۱۹۹۳ تصویب شد، سندی بین‌المللی دربارهٔ کرواسی است. این قطعنامه طی نشست ۳۱۸۹ام با ۱۵ رای موافق، ۰ مخالف و ۰ ممتنع تصویب شد.